# Амалия Магдалена фон Насау-Зиген
Амалия Магдалена фон Насау-Зиген (на немски: Amalie Magdalena zu Nassau; * 2 септември 1613, Зиген; † 24 август 1669, Зулцбах) е графиня от Насау-Зиген и чрез женитба пфалцграфиня и херцогиня на Пфалц-Зулцбах.

## Биография
Дъщеря е на граф Йохан VII от Насау-Зиген (1561 – 1623) и втората му съпруга Марагрета фон Шлезвиг-Холщайн-Зондербург-Пльон (1583 – 1638), дъщеря на херцог Йохан фон Шлезвиг-Холщайн-Зондербург, третият син на крал Кристиан III от Дания.
Амалия се омъжва 28 април 1636 г. в Щетин за шведския фелдмаршал Херман фон Врангел (1587 – 1643).  Тя е третата му съпруга. Той умира през 1643 г. в Рига.
На 3 април 1649 г. в Стокхолм Амалия се омъжва за пфалцграф и херцог Кристиан Август фон Зулцбах (1622 – 1708) от фамилията Вителсбахи.
Умира през 1669 г. на 53-годишна възраст. Погребана е в Зулцбах-Розенберг.

## Деца
От Херман фон Врангел има децата:
- Хайнрих Вилхелм (1638 – 1643)
- Мария Кристиана (1638 – 1691), ∞ 1657 Курт Кристоф фон Кьонигсмарк (1634 – 1673)
- Йохан Фридрих (1640 – 1662)
- Волмар Херман (1641 – 1675), генерал-лейтенант на кавалерията, дворцов съветник, ∞ 22 февруари 1665 Кристиана фон Вазаборг (1644 – 1689)
- Хайнрих Вилхелм (1643 – 1673), ритмайстор
- Магарета Барбара (1642–сл. 1707)
- Елизабет Доротея (1644 – ?), ∞ Ото фон Шайдинген (1637 – 1714)

От Кристиан Август фон Зулцбах има децата:
- Хедвиг (1650 – 1681)

∞ 1. 1665 ерцхерцог Сигизмунд Франц Австрийски (1630 – 1665)
∞ 2. 1668 херцог Юлий Франц (1641 – 1689) от Саксония-Лауенбург
- Амалия София (1651 – 1721), монахиня в Кьолн
- Йохан Август Хил (1654 – 1658)
- Кристиан Александер Фердинанд (1656 – 1657)
- Теодор Евстах (1659 – 1732), пфалцграф и херцог на Пфалц-Зулцбах (1708 – 1732)

∞ 1692 принцеса Мария Елеонора фон Хесен-Ротенбург (1675 – 1720)